# Elio Apih
Elio Apih, italijanski zgodovinar, * 15. junij 1922, Trst, † 31. marec 2005, Trst.

## Življenje in delo
Univerzitetni študij filozofije je končal v Padovi, študij moderne književnosti pa v Trstu. Bil je svobodni docent moderne zgodovine in od 1974 profesor na Univerzi v Camerinu. Svoje delovanje je usmeril v proučevanje zgodovine 18. in 19. stoletja ter na čas od nastopa fašizma do konca 2. svetovne vojne. Ukvarjal se je predvsem z zgodovino Trsta in ozemlja, ki mu je bil Trst gospodarsko in politično središče. Leta 1957 je izdal prvo samostojno delo o Trstu v času merkantilizma La società triestina nel secolo XVIII. V kasnejših razpravah je obdeloval začetke tržaškega liberalizma, razvoj tržaškega pristanišča, predvsem pa zgodovino 20. stoletja. V obsežnem delu Italia Fascismo e antifascismo nella Venetia Giulia. 1918-1943 (1960) je prikazal antifašistični boj Italijanov in Slovencev. Apih spada v vrsto tržaških zgodovinarjev, ki skušajo biti s svojim delom pošteni do Slovencev in ki revidirajo starejše zgodovinske prikaze pretirano nacionalističnih zgodovinarjev.